# ディズニー・ホテル・シャイアン
ディズニー・ホテル・シャイアン（Disney's Hotel Cheyenne）はフランスのディズニーランド・パリ内にある公式のディズニーホテルである。

## 概要
他のサイト、ブログ等になどでは「ディズニー・ホテル・シャイエン」などとも表示されていたりするが、ディズニーパークのディズニー公式サイトでは「ディズニー・ホテル・シャイアン」と表示されている。
ディズニーランド・パリ内にある「ディズニー・ホテル・サンタ・フェ」と同類のリーズナブルな（低価格）ディズニーホテル（東京ディズニーリゾートでは「東京ディズニーセレブレーションホテル」）となっており、「ディズニー・レイク」があるなどとエリアも同じである。
ファサードには、「サルーン」、「ジェイル」、「ビリー・ザ・キッド」、「アニー・オークリー」などの西部の機関の名前が掲載されている。

## ホテルのテーマ
西部開拓時代のアメリカを思い起こさせる設計となっている。ホテルにその通り、「ファサード」に名前が描かれた木造の建物、絞首台からぶら下がっているライトがある街の外観を作られている。
Robert AM Stern Architects（ディズニー・ニューポート・ベイ・クラブも設計、制作した人物）によって設計されて、ホテル複合体よりむしろ原型的なハリウッドスタイルの西部の町であるという錯覚を作成するために考案された。
ホテルは「Desperado Street」と呼ばれる弧状の通りを囲むように建てられており、それぞれの端に正方形、西に正方形、東に台形がある設計である。本館にはレセプション、レストラン、ショップがある。

## レストランとバー

### Chuck WagonCafé
メキシコ料理と西洋料理のビュッフェレストランである。

### Red Garter Saloon
サルーンの雰囲気のバーとなっている。大人から子どもまで人気となっている。

## ショップ
ホテルのロビーの隣にある雑貨店。他のホテルと同様に、ディズニーホテルやディズニーキャラクターやディズニー関連（スター・ウォーズやマーベル、ピクサーなど）をテーマにした服、グッズ、菓子類を提供・販売をしている。

## 娯楽施設
ホテル内にはFort Apacheという子供用の遊び場（パーク）がある。

## ディズニーパーク
「ディズニーランド・パーク」や「ウォルト・ディズニー・スタジオ・パーク」への移動距離は約20分以上と相当な距離がある。

## シャトルバス
ホテル・シャイアンは、徒歩10分で、ホテルとディズニーパーク間を定期的に往復する無料シャトルバスが走行している。